# 安満遺跡公園
安満遺跡公園（あまいせきこうえん）は、大阪府高槻市八丁畷町12番3号にある都市公園（歴史公園）である。弥生時代の大規模環壕集落を主体とする国の史跡「安満遺跡」の範囲内に立地する。

## 概要
高槻市中央部の八丁畷町にあった京都大学大学院農学研究科附属農場（以下、京大農場）跡地に所在する広大な歴史公園である。京大農場の移転に伴い、弥生時代の遺構が残る国史跡・安満遺跡の保存・活用及び高槻市中部における防災機能の向上を企図し、その跡地を含めた一帯を「安満遺跡公園」として高槻市と都市再生機構と共同で整備した。
公園内は大きく2019年（平成31年）3月に開業した南西部の1次開園エリアと、2021年（令和3年）3月に開業した2次開園エリアに分けられ、1次開園エリアには公園の中核となるパークセンターや飲食店などが、2次開園エリアには歴史拠点施設や多目的広場などが設置されている。

## 名称
名称及び公園キャッチフレーズは公募で選定された。日本全国から公園名称445件、キャッチフレーズ342件の応募があった。公園名称としては、応募数が最多であったことや全国的にも貴重な歴史遺産である安満遺跡の重要性を鑑み「安満遺跡公園」が選ばれ、キャッチフレーズとしては、高槻で縄文人との共生により弥生文化が花開き、のちの邪馬台国に連なるクニ、ひいては倭国の源となる遺跡が高槻に存在することから「日本の始まり、高槻に。」が選ばれた。

## 施設

### 1次開業エリア
- メインエントランス

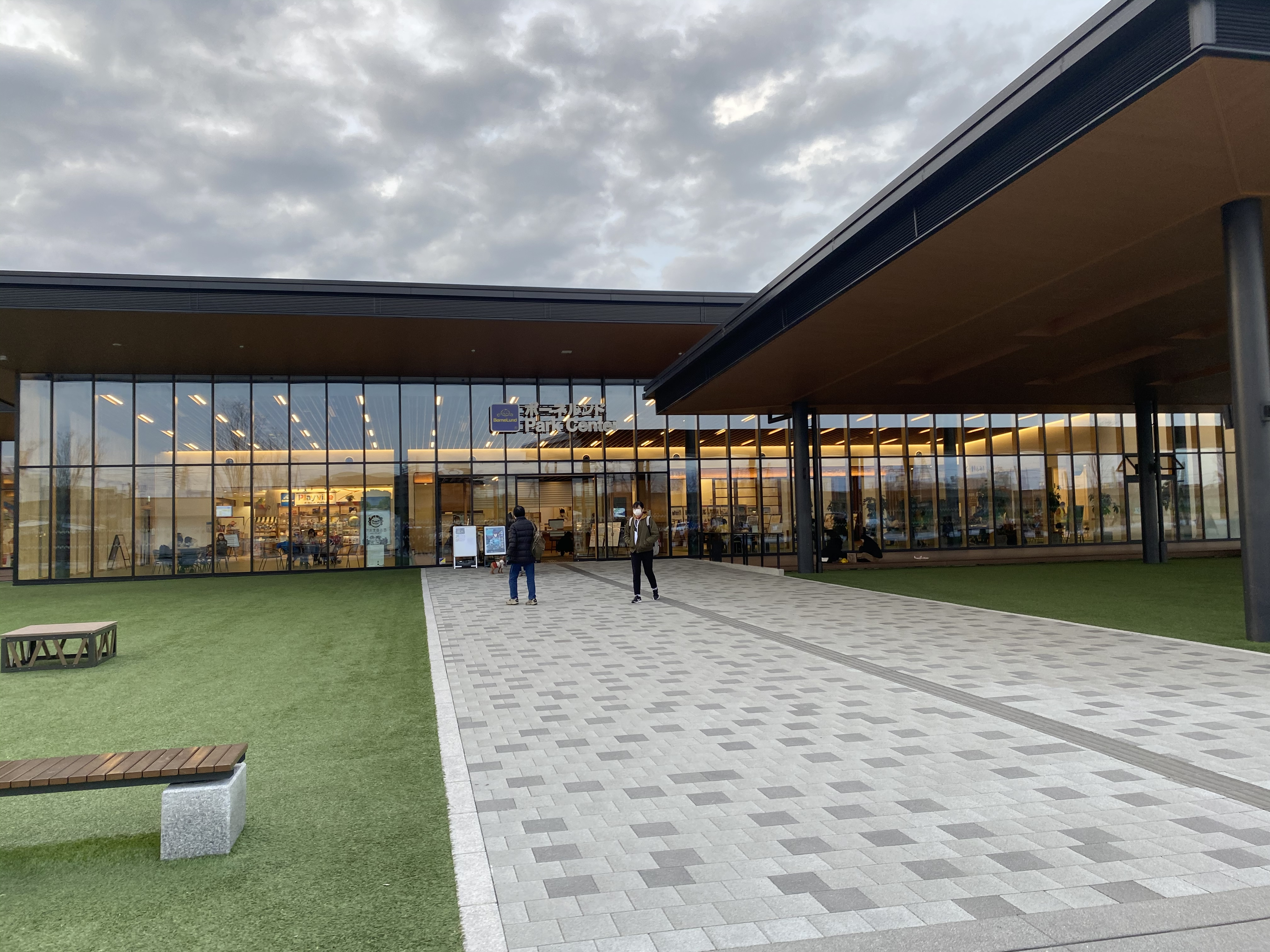
パークセンター

- パークセンター：情報案内センターや工作・調理室、ヨガやダンスなどが可能な多目的スタジオ、セミナーや会議が可能な多目的室のほか、交流・休憩スペース、レストラン、ランニングステーション、授乳室、コインロッカー、ボーネルランドプレイヴィル安満遺跡公園といった幼児用の遊戯施設をも完備した、同公園の中核たる施設。
- 屋根付き広場：パークセンター前面に位置する、人工芝やウッドデッキで覆われた広場。
- 芝生広場：パークセンター周囲の、芝生が張られた広場。
- サンスター広場：高槻市に本社を置くサンスターの名を冠した広場。メインエントランスからほど近いところに位置する。
- みち広場：メインエントランスを起点に、公園中央方面に延びる広い園路。マルシェや雑貨販売などが開かれる。
- ピッツェリア＆カフェ SUNDAY'S BAKE 569：園内の飲食施設。
- 屋外トイレ TAKAJYO TOILET：高槻市に本社を置く高浄の名を冠したトイレ

### 2次開園エリア
- 歴史拠点施設　

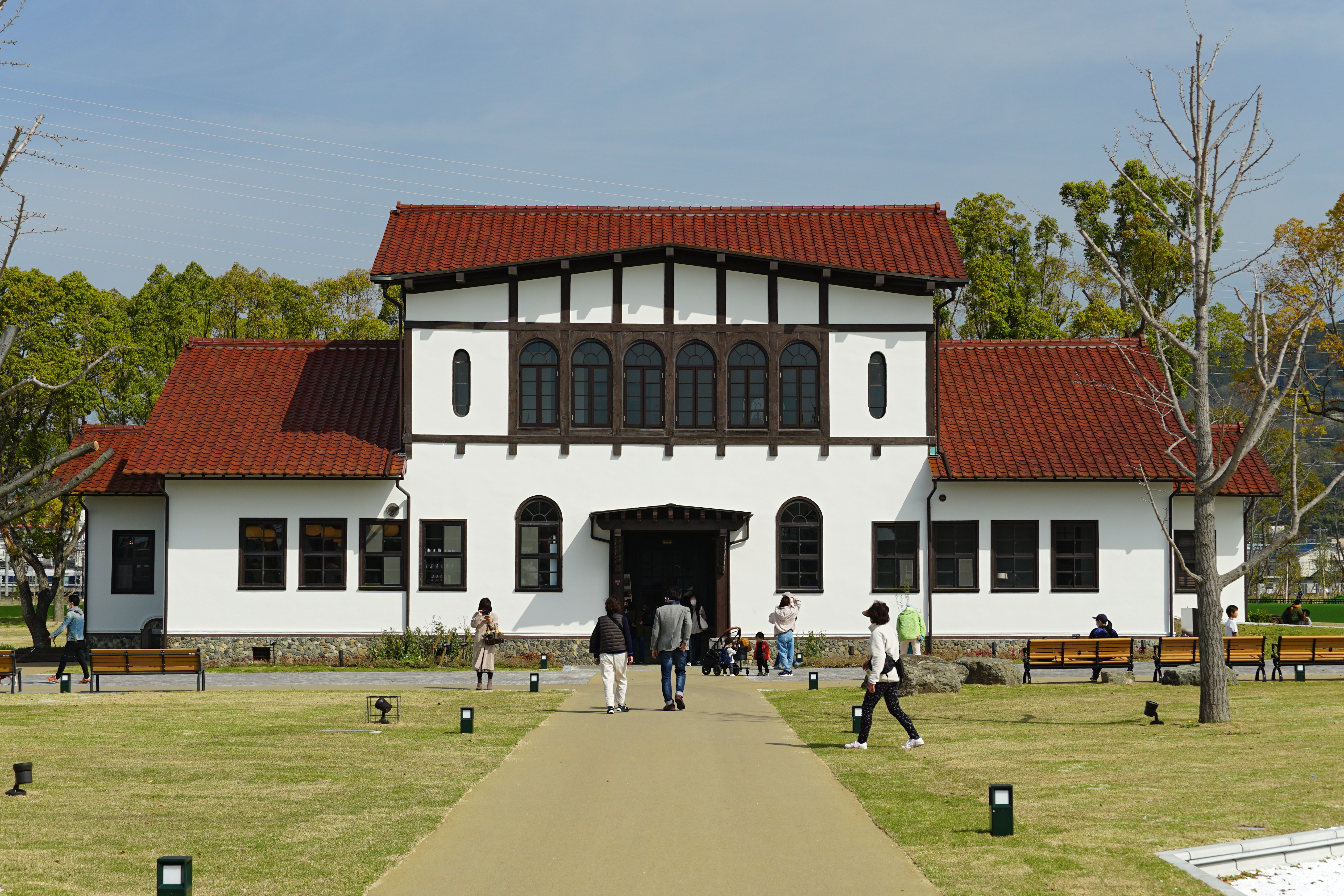
旧京都大学大学院農学研究科附属農場本館（現・レストラン「ファーマフーズ」）

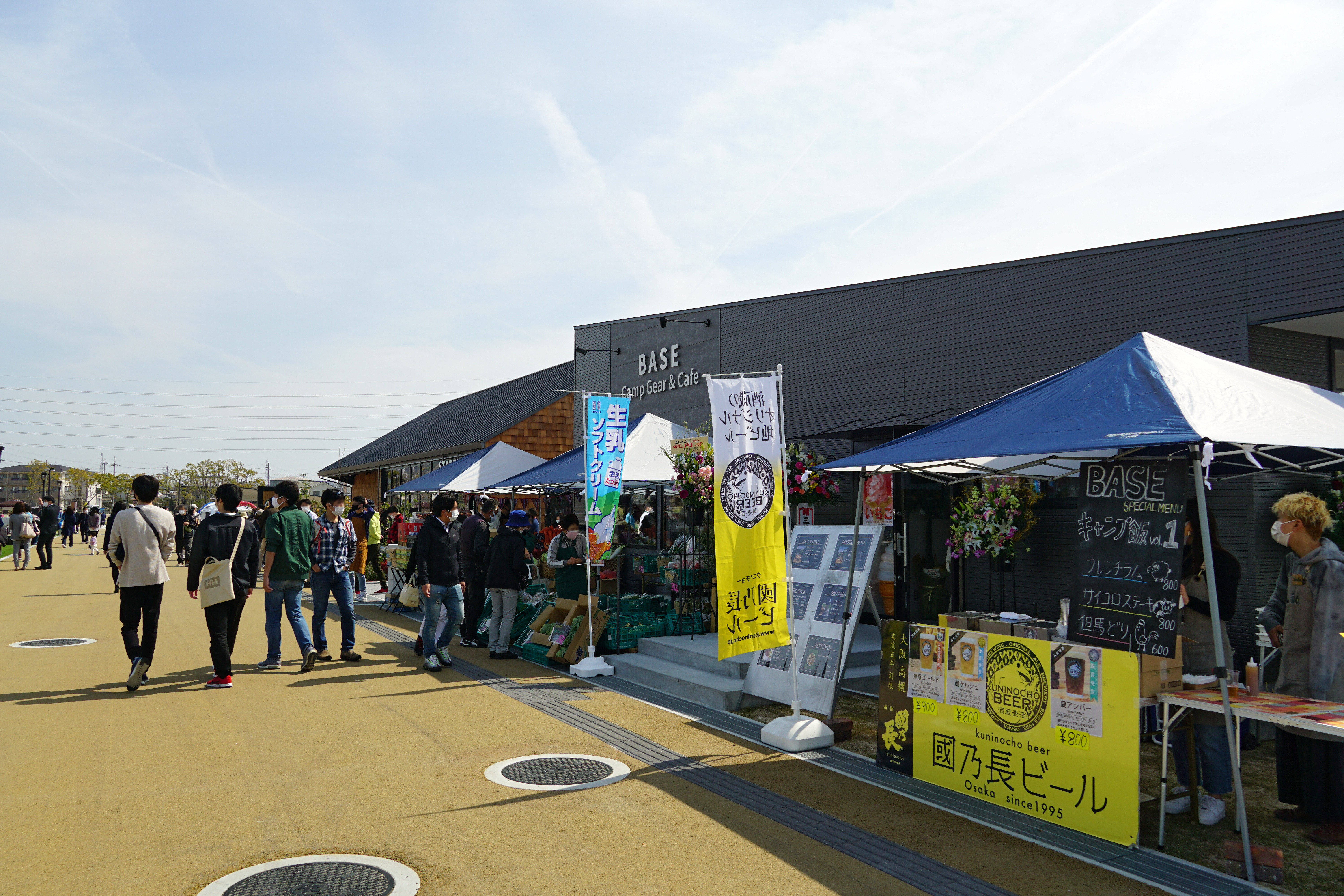
BASE Camp Gear&Cafe

  - 旧京都大学大学院農学研究科附属農場本館　1920年（昭和5年）に建てられたモダンな造りの建物。2階部分は柱や桁を露出させた中欧や北欧に見られるハーフティンバー様式が用いられている。大阪府近代化遺産に登録されている。館内はレストラン、および安満遺跡で発掘された出土遺物の展示スペースや、勾玉や弥生土器などの作成を体験できる歴史体験スペースとなっている。

- 東エントランス
- 南エントランス
- 安満遺跡　園内では弥生人の環壕集落を模した「居住域」、小区画水田を模した「生産域」、方形周溝墓を模した「墓域」の3領域が設けられる。
- 体験型キャンプカフェ（BASE Camp Gear&Cafe）
- ペットサービスショップ（GRASS DOG & CAT）
- カフェ（スターバックス）
- 多目的広場
- 遊戯エリア
- ステージ
- 土広場

## 安満人倶楽部
同公園では、「市民とともに育てつづける公園」を主たる達成目標とした「安満人倶楽部」（あまんどくらぶ）が結成されており、防災活動や古代米栽培、マルシェ開催などに取り組んでいる。

## アクセス
- 阪急京都線高槻市駅から徒歩10分
- JR京都線高槻駅から徒歩13分

## ギャラリー

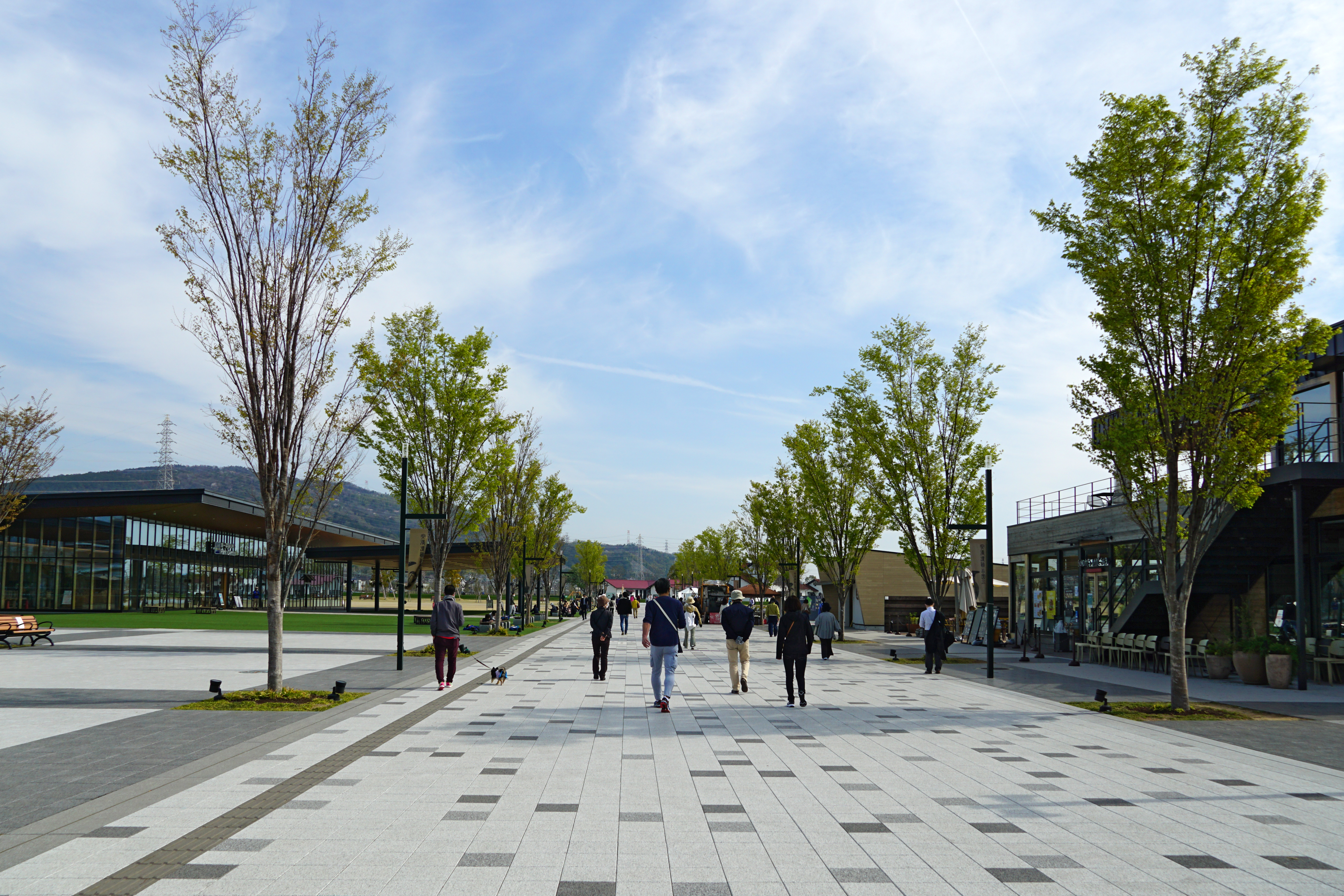
安満遺跡公園みち広場
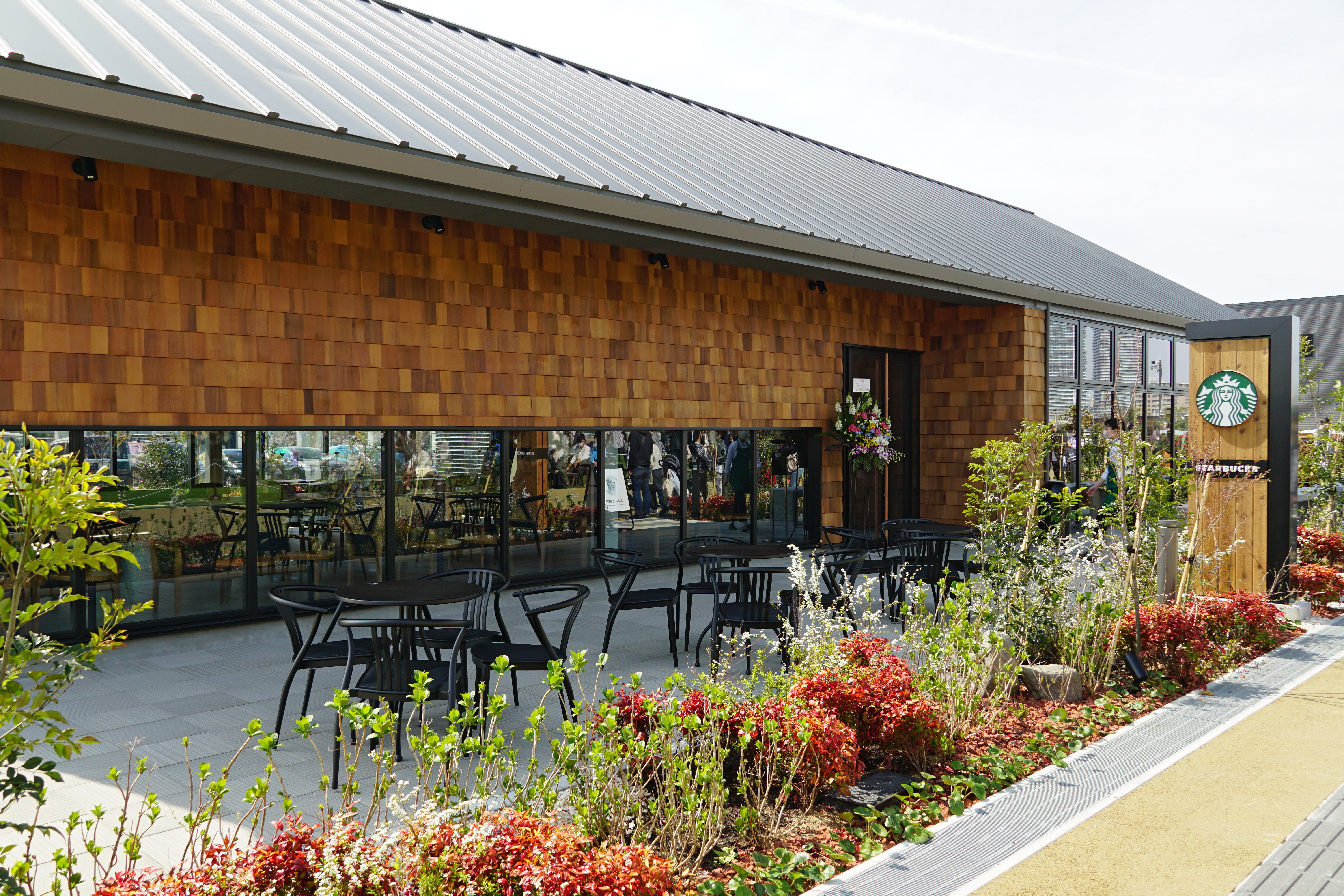
スターバックスコーヒー高槻安満遺跡公園店
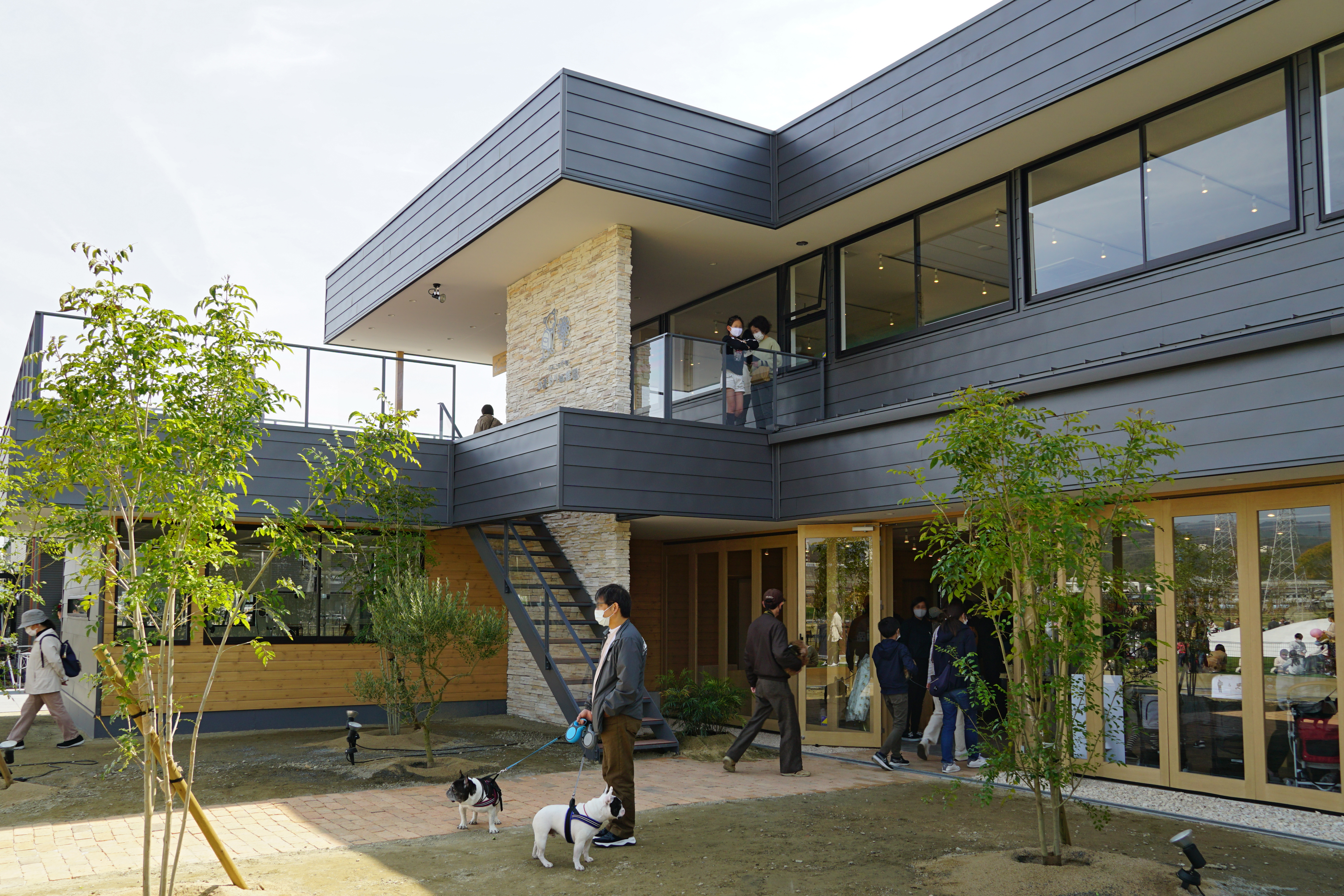
GRASS DOG & CAT
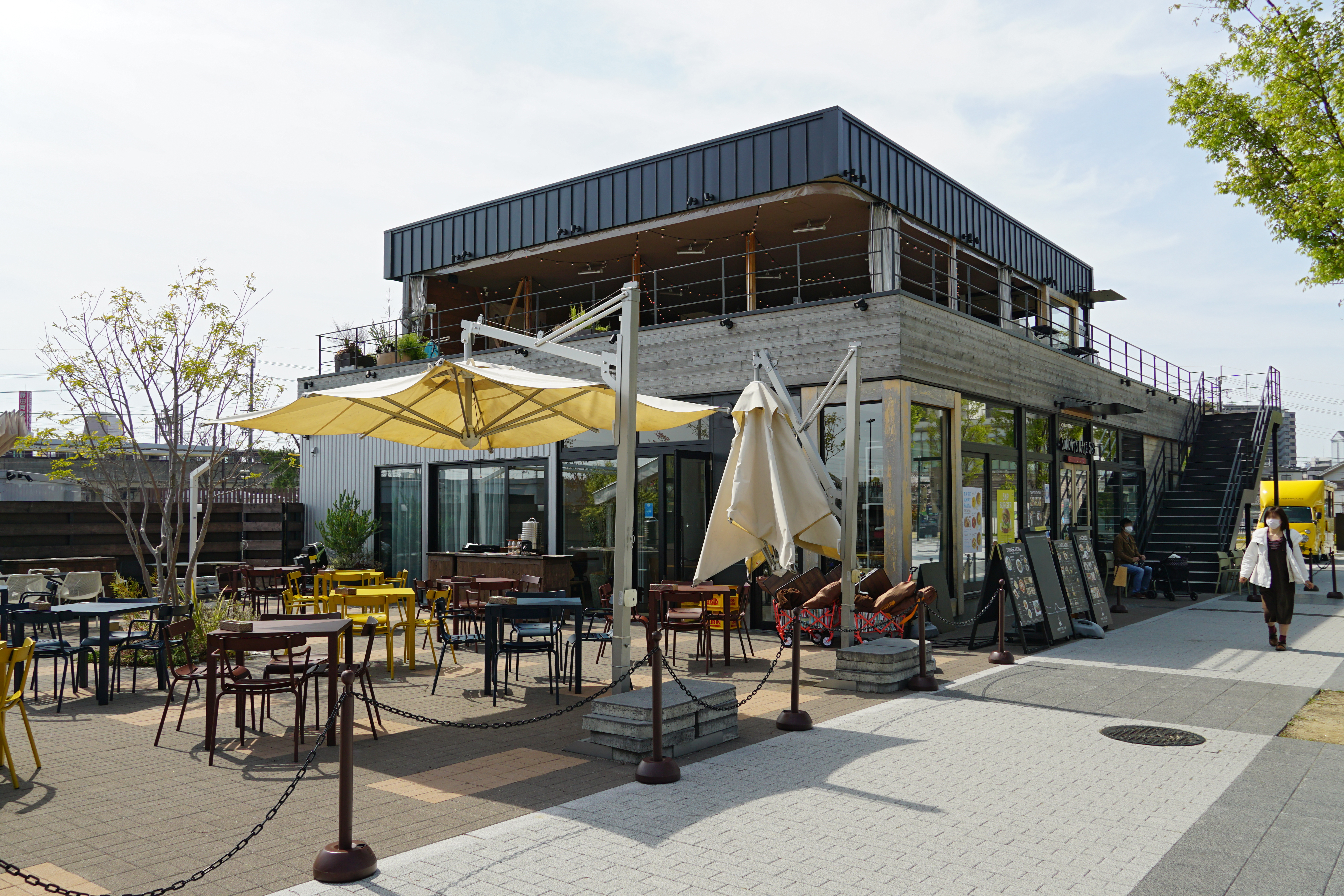
Sunday's Bake 569